# موسوعة الفقه الإسلامي والقضايا المعاصرة
موسوعة الفقه الإسلامي والقضايا المعاصرة هو كتاب موسوعي في الفقه الإسلامي وأصوله، يهتم بـموضع الفقه المقارن، مؤلفه: وهبة الزحيلي.

## تعريف بالموسوعة
يعتبر من أهم الأعمال الموسوعية في الفقه المقارن حيث جمعت الموسوعة في 14 مجلداً ما تفرق في آلاف المجلدات من تراثنا الفقهي العظيم

أضافت نتائج بحوث المؤتمرات الفقهية الكبرى، والندوات التخصصية للمشكلات الطبية، والمعاملات المالية المعاصرة، المنعقدة في أنحاء متفرقة من العالم الإسلامي.

ضمت جميع قرارات مجمع الفقه الإسلامي لمنظمة المؤتمر الإسلامي.

استعرضت النظريات الفقهية الكبرى، التي تميز بها فقهنا الإسلامي؛ كالضرورة الشرعية، والضمان، والعقد، والأهلية والولاية..

قدمت في كل مسألة المتفق عليه، وأوجه الاختلاف فيها؛ متجاوزة المذاهب الأربعة إلى المذاهب الأخرى كالظاهرية والإباضية؛ عارضة أدلة كل مذهب من الكتاب والسنة، مع المقارنة والترجيح أحياناً

أعتمدت المصادر الأصيلة المعتمدة، وإعادة ترتيبها المنهجي للموضوعات، بصرف النظر عن اختلاف الفقهاء في طريقة تصنيفها.

تجاوزت الموسوعة الأبواب الفقهية المعروفة من عبادات ومعاملات وأحوال شخصية وغيرها إلى آلاف الموضوعات المتخصصة المعاصرة، المتعلقة بأحكام الحرب والجهاد، والمعاملات المالية، والمسائل الاقتصادية، والقضايا السياسية، وفقه الأقليات، والمشاكل الطبية والاجتماعية.

تم إضافة فهارس موضوعية ملحقة بالموسوعة في مجلد مستقل؛ التي تيسر الوصول إلى الموضوع المطلوب